# چشم‌سفید هلیای سینه‌خالدار
چشم‌سفید هلیای سینه‌خالدار (نام علمی: Heleia muelleri) نام یک گونه از تیره چشم‌سفید است.